# Jelző
A mondattanban a jelző főnév, egyéb névszó (névmás, számnév stb.) vagy ilyen értelemben használt szó bővítménye, mely alaptagja fogalmi jelentését azzal pontosítja, hogy minőségét, mennyiségét, birtokosát stb. fejezi ki.
A jelzett szó akármelyik mondatrész lehet, az igei állítmányon kívül:
- alany: A szorgalmas fiú dicséretet érdemel;
- névszói állítmány: Benedek szorgalmas fiú;
- névszói-igei állítmány névszói része: Benedek szorgalmas fiú marad;
- tárgy: A szorgalmas fiút megjutalmazták;
- határozó: A szorgalmas fiúnak jutalmat adtak;
- jelző: A szorgalmas fiúnak a jutalma egy szép könyv;
- azonosító értelmező: Benedek, a szorgalmas fiú, dicséretet kapott.

Egyes grammatikák úgy tekintik, hogy a teljes jelzős szerkezetek teszik ki a fenti mondatrészeket.
A jelző alacsonyabb rangú a többi mondatrészhez képest, azaz nem mondatfunkciós mondatrész. Sokszor elhagyható az alaptagja mellől anélkül, hogy a mondatban szerkezeti hiányosság keletkezne: Sült kenyeret vettem → Kenyeret vettem. Ugyanakkor alaptagja nélkül nem marad meg jelzőnek: Sült kenyeret vettél? Sültet – a melléknévből szófajváltással főnév lesz, és felveszi annak mondattani funkcióját.
Vannak olyan esetek is, amelyekben nem hagyható el a jelző. Példa a közép-délszláv diarendszerhez tartozó nyelvekből: Radimo u nemogućim okolnostima ’Lehetetlen körülmények között dolgozunk’. *Radimo u okolnostima ’Körülmények között dolgozunk’ nem helyes.

## A jelző jelentés szerinti fajtái
A jelzőfélék elkülönítése és osztályozása különböző nyelvek grammatikáiban sem, és egyazon nyelv grammatikáiban sem egységes. Közös bennük az a megállapítás, hogy jelzővel kifejezhető:
- minősítés, minőség: (magyarul) ügyes csapat,[5] (angolul) glass bottles ’üvegből való palackok’,[6] (franciául) une ville géante ’óriási város’,[7] (románul) pisică neagră ’fekete macska’,[8] (szerbül) prašnjavi put ’poros út’;[9]
- kijelölés: (magyarul) a Duna folyó,[5] (angolul) this idea ’ez az ötlet’,[6] (franciául) les gens d’alors ’az akkori emberek’,[10] (románul) făina aceasta ’ez a liszt’,[8] (szerbül) četvrto poglavlje ’a negyedik fejezet’;[9]
- mennyiség: (magyarul) három könyv,[5] (angolul) enough exits ’elég kijárat’,[6] (franciául) les quatre points cardinaux ’a négy égtáj’,[11] (románul) tustrei copiii ’mindhárom gyerek’,[12] (montenegróiul) s mnogim strancima ’sok külföldivel’;[13]
- birtokos vagy birtokossal azonosítható élő vagy élettelen: (magyarul) a szép fogalma,[5] (angolul) my bag ’(az én) táskám’,[6] (franciául) les sources de Racine ’Racine forrásai’,[14] (románul) cartea elevului ’a tanuló könyve’,[12] (montenegróiul) komšijina kuća ’a szomszéd háza’.[13]

Más nyelvekben jelzős szerkezet felelhet meg magyar nem jelzős szerkezetnek, például összetett szónak: (angolul) glass doors ’üvegajtók’, (franciául) un cor de chasse ’vadászkürt’, (románul) apă de izvor ’forrásvíz’, (szerbül) gume za automobile (főnévi jelző) = automobilske gume (melléknévi jelző) ’autógumik’.

## A jelző szófaja

### Melléknév és más melléknévként használt szavak
A jelzőt elsősorban melléknév adja: (magyarul) ügyes gyerek, (angolul) small bottles ’kis palackok’ (franciául) une table ovale ’ovális asztal’ (románul) fată frumoasă ’szép lány’, (szerbül) gradski saobraćaj ’városi közlekedés’.
Más szófajhoz tartozó melléknévként használt szó is lehet jelző:
- melléknévi igenév: (magyarul) összetörött pohár,[5] stolen bottles of whisky ’lopott viszkisüvegek’,[16] (franciául) le moment attendu ’a várt pillanat’[7] (románul) timp pierdut ’elvesztegetett idő’,[12] (szerbül) prošla sezona ’a múlt szezon’;[9]
- melléknévi számnév: (magyarul) három kislány,[5] (angolul) two hundred and fifty passengers ’kétszázötven utas’,[16] (franciául) le vingtième siècle ’a huszadik század’,[17] (románul) zece oameni ’tíz ember’,[12] (szerbül) četvrto poglavlje ’a negyedik fejezet’;[9]
- melléknévi névmás: (magyarul) valamelyik könyv,[5] (angolul) every photo ’mindegyik fotó’,[6] (franciául) un autre livre ’más könyv, egy másik könyv’,[18] (románul) omul acesta ’ez az ember’,[12] (szerbül) tvoje naočare ’(a te) szemüveged’.[9]

### Főnév
A jelző főnév főleg az alaptag birtokosát fejezi ki: (magyarul) a fiú könyve. Az angolban ez kétféle szerkezettel lehetséges: a jelző birtokos esetű alakjával (the boy's book ’a fiú könyve’) vagy az of elöljárószóval ellátott jelzővel: the car of the general ’a tábornok autója’. A sztenderd franciában az utóbbi angol szerkezettel analóg, a de elöljárós jelző szerkezete tölti be ezt a szerepet: les romans de Zola ’Zola regényei’. Más nyelvekben, például a románban, az első angol szerkezettel analóg, birtokos esetű főnév fejezi ki a birtokost megnevező jelzőt: guvernul republicii ’a köztársaság kormánya’. A közép-délszláv diarendszerhez tartozó nyelvekben is van ilyen szerkezet: Kupio je kuću našega komšije ’Megvette a szomszédunk házát’.
Minősítést is kifejezhet jelző főnév. A magyarban ez az alaptag elé kerül: férfi vendég. Az angolban is van analóg szerkezet (pl. soup dishes ’leveses tányérok’), de olyan is, amelyben a jelző az alaptag mögé kerül, elöljáróval: the day at the sea ’a tengernél töltött nap’. A franciában és a románban csak az utóbbihoz hasonló szerkezete van az ilyen jelzőnek: (franciául) un chien de berger ’juhászkutya’, (románul) zi de iarnă ’téli nap’. A közép-délszláv diarendszerben is van ilyen szerkezet, amelyben az elöljáró egy bizonyos esetet vonz: (montenegróiul) sirup protiv kašlja (birtokos eset) ’köhögés elleni szirup’.
Főnévi kijelölő jelzőnek tekintett a magyar grammatikákban például Pista bátyám, de más nyelvek grammatikáiban az ilyet értelmezőnek tekintik: (angolul) my friend Phil ’Phil barátom’ (apposition), (franciául) la région Bretagne ’Bretagne régió’ (apposition), (románul) fluviul Dunărea ’a Duna folyam’  (apoziție), (szerbül) kralj Petar ’Péter király’ (apozicija).

### Főnévi névmás
Főnévi névmás kifejezhet főleg birtokos jelzőt. A magyarban ez lehet akármilyen személyű személyes névmás is: egymás példája, a te dolgod. A franciában is lehet jelző a személyes névmás, amikor az alaptag határozatlan névelős: un ami à moi ’egy(ik) barátom’. Harmadik személyű személyes névmás a románban is lehet birtokos jelző, birtokos esetben: prietenii ei ’az ő (nőnem) barátai’. A románban 1. és 2. személyben, más nyelvekben a 3.-ban is, a személyes névmás birtokos jelző megfelelője egyes grammatikákban birtokos melléknévnek, másokban birtokos determinánsnak nevezett szó: (angolul) my bag ’(az én) táskám’, (franciául) son parapluie ’(az ő) esernyője’, (románul) părinții mei ’(az én) szüleim’, (szerbül) njen kaput ’(az ő) (nőnem) kabátja’. A franciában a birtokos determinánssal kifejezett birtokost kiemelheti az à elöljárós személyes névmás: mon rêve à moi ’az én álmom’. Másféle névmás az ebben a szócikkben említett mindegyik nyelvben lehet birtokos jelző: (magyarul) kinek a feladata lesz?, (angolul) someone's coat ’valaki kabátja’, (franciául) le sentiment de celui-ci ’ennek az érzelme’, (románul) datoriile fiecăruia ’mindegyik adósságai’.
Főnévi névmás lehet még kijelölő jelző is a magyarban: valami buta tréfa, ebben a pillanatban. Más nyelvekben a magyar jelzőként használt főnévi mutató névmásnak mutató melléknév (determináns) felel meg: (angolul) this idea ’ez az ötlet’, (franciául) ce garçon ’ez a fiú’, făina aceasta ’ez a liszt’, (horvátul) ova knjiga ’ez a könyv’.
Más nyelvekben másféle jelző is kifejezhető névmással: (franciául) un homme comme moi ’egy olyan ember, mint én’, o persoană ca dumneavoastră ’egy olyan személy, mint ön’.

### Más szófajok
A melléknévi igenéven kívül más igenevek ritkán fordulnak elő jelzőként a magyarban, és az ebben a szócikkben említett nyelvek közül egyáltalán nem a közép-délszláv diarendszerhez tartozókban.
Olykor a főnévi igenév a magyarban birtokos jelző lehet: itt az ideje befejezni. Más nyelvekben gyakori minősítő jelzőként: (angolul) the right to vote ’a szavazati jog’ (szó szerint ’a jog szavazni’), (franciául) la joie de vivre ’az életöröm’ (szó szerint ’az öröm élni’), (románul) dorința de a studia ’a tanulási vágy’ (szó szerint ’a vágy tanulni’).
A magyarban az igei igenév lehet még jelző: az IBUSZ szervezte utazás.
Az angolban a gerund-nak nevezett alak egyrészt a magyar határozói igenévnek felel meg, de másrészt a jelen idéjű melléknévi igenévnek, és ebben a minőségében jelző is lehet: cooking oil ’főzésre, sütésre való olaj’.
A román gerunziu-nak nevezett igenév is általában a határozói igenévnek felel meg, de ez is lehet jelző: fața radiind de bucurie ’az örömtől sugárzó arc’. Ebben a nyelvben van még egy igenév, a supin-nak nevezett, amely ugyancsak lehet jelző: casă de locuit ’lakóház’.
Egyes nyelvekben határozószó is betölthet jelzői funkciót: (angolul) the people inside ’a bent lévő emberek’, (franciául) les gens d’alors ’az akkori emberek’, (románul) ziarul de ieri ’a tegnapi újság’, (szerbül) kretanje nizbrdo ’lefelé való mozgás’.
Román grammatikákban indulatszóval kifejezett jelzőt is megemlítenek: Era o iarnă... hehe! ’Micsoda tél volt!’

## A jelző szerkezet szerinti fajtái
A fenti magyar példák szerkezetileg egyszerű jelzők, azaz egyetlen lexikális jelentésű szóból állnak, esetleg névelővel.
Két vagy több szóból álló jelzőknek többféle szerkezetük lehet.
A halmozott jelző két vagy több, egymással mellérendelő viszonyban álló szóból áll: (magyarul) magas, szőke férfi, (franciául) des dents blanches et petites ’fehér és kicsi fogak’, (románul) cele trei bărci, lungi, negre și înguste ’a három hosszú, fekete és keskeny csónak’, (horvátul) Ništa na svijetu nije ljepše od mladog, zdravog i pravilnog tijela! ’A világon semmi sem szebb egy fiatal, egészséges és harmonikus testnél!’
A többszörös jelző tagjai szerkezetláncban kapcsolódnak alaptagjukhoz: (magyarul) barna kalapos hölgy, (angolul) china soup dishes ’porcelán leveses tányérok’ (franciául) fille aux yeux d’or ’arany szemű lány’, (románul) cal iute de picior ’gyors lábú ló’, (szerbül) devojka plave kose ’szőke hajú lány’.
Több szóból álló jelzők még a magyar nyelvben a következők:
- összetett jelző: ideje első lenni;[5]
- névutómellékneves főnévből álló jelző: a ház melletti diófa;[5]
- a való, lévő és más melléknévi igeneves szókapcsolatok: a fertőzéstől való félelem, a téren lévő pódium, említésre méltó eset.[41]

Más nyelvekben több szóból álló jelzők a fenti magyar szerkezeteknek megfelelőkön kívül az elöljárós vagy elöljáró értékű szókapcsolatos, és esetleg névelős jelzők: (angolul) the car of the general (elöljáró + határozott névelő + főnév) ’a tábornok autója’, (franciául) un cor de chasse (elöljáró + főnév) ’vadászkürt’, (románul) muncă în folosul altuia (elöljáró értékű szókapcsolat + névmás) ’másvalaki hasznára való munka’, (montenegróiul) klupa na dvorištu (elöljáró + főnév) ’az udvaron lévő pad’.
Ugyancsak több szóból állhat a számnévvel kifejezett jelző: (angolul) two hundred and fifty passengers ’kétszázötven utas’.

## Jelző és értelmező
Egyes grammatikákban az értelmezőt a jelző egyik fajtájának tartják, másokban viszont külön mondatrésznek. Másrészt nem egységesek a grammatikák abban, hogy bizonyos szerkezetekben mi számít értelmezőnek és mi jelzőnek. Például Balogh 1999 és Kálmánné Bors – A. Jászó 2007 szerint értelmező az a jelző, mely a jelzett szó mögött helyezkedik el, és szünet választja el tőle a beszédben, illetve vessző írásban, pl. Vettem csizmát, pirosat. Más nyelvekben is van ehhez hasonló szerkezet, de Grevisse – Goosse 2007 vagy Bărbuță 2000 szerint itt egyszerűen elválasztott jelzőről van szó: (franciául) Saint Pierre, rageur, dut suspendre l'exécution de sa sentence ’Szent Péter mérges lett, de fel kellett függesztenie ítéletének végrehajtását’ (szó szerint ’Szent Péter, mérges,…’) (Marcel Aymé), (románul) Rusanda, îmbujorată, stătea la fereastră ’Rusanda kipirult arccal állt az ablaknál’ (szó szerint ’Rusanda, kipirult…’). Ezekben a nyelvekben az elválasztott jelző a jelzett szó előtt is állhat: (franciául) Heureuse, elle eût été ravissante ’Ha boldog lett volna, elragadó lett volna’ (szó szerint ’Boldog, ő elragadó lett volna’) (Honoré de Balzac), Fericit, el locuiește un măreț palat de vară ’Boldogan lakik egy fenséges nyári palotában’ (szó szerint ’Boldog, ő lakik…’) (Vasile Alecsandri). Ellenben, ami Balogh 1999 és Kálmánné Bors – A. Jászó 2007 szerint főnévvel kifejezett kijelölő jelző, az más grammatikákban értelmező (lásd fentebb).

## A jelzős szerkezet jellegzetességei
A jelző helye szempontjából nagy különbségek vannak nyelvek között. A magyarban az értelmezőn kívül minden jelző a jelzett szó előtt áll. Az angolban is az elöljáró nélküli jelzők a jelzett szó előtt helyezkednek el. Az elöljárós jelzők helye az e cikkben említett mindegyik nyelvben a jelzett szó mögött van. A franciában és a románban a melléknévvel kifejezett jelző helye többnyire a jelzett szó mögött van, de lehet előtte is.
A jelzett szóval való egyeztetés szempontjából nagy különbségek vannak a magyar és az e cikkben említett többi nyelv között. A magyarban a melléknévi jelző nem egyezik a jelzett szóval. Ezzel szemben a főnévi mutató névmással kifejezett jelző ugyanazokat a jeleket, ragokat és névutókat veszi fel, mint az alaptagja: ebben a pillanatban, az előtt a ház előtt, azok a gyerekek, ezé a kislányé. Az értelmező jelző is egyezik számban az alaptagjával, és felveszi annak viszonyragját, esetleg birtokos személyjelét és névutóját. Az angolban sem egyezik a melléknévi jelző az alaptagjával, de a franciában, a románban és a közép-délszláv diarendszerben igen, a franciában számban és nemben, a románban számban, nemben és részben esetben is, a közép-délszláv diarendszerben számban, nemben és mindig esetben is.

## Kapcsolódó szócikk
- Értelmező